# Schleicher ASH 31 Mi
Die Schleicher ASH 31 Mi ist ein einsitziges Segelflugzeug des Segelflugzeugherstellers Alexander Schleicher. Sie ist eigenstartfähig und die Nachfolgerin der ASH 26 E. Je nach Außenflügelspannweite zählt der Entwurf von Martin Heide zur 18-m-Klasse oder mit 21 Metern Spannweite zur Offenen Klasse.

## Geschichte
Der Prototyp der ASH 31 Mi mit dem Kennzeichen D-KUSA befand sich Anfang 2009 noch im Bau und wurde komplett aufgerüstet auf der Messe AERO 2009 in Friedrichshafen ausgestellt.
Der Erstflug erfolgte am 21. April 2009. Seit Anfang 2010 wird die ASH 31 Mi in Serienproduktion gebaut.

## Konstruktion
Als Außenflügel kommen Teile der ASG-29-Flügel zum Einsatz.
Der Antrieb erfolgt durch einen Wankelmotor des Herstellers Austro Engine, der mit Doppelzündanlage und elektronischer Benzineinspritzung ausgestattet ist. Die Triebwerksanlage ist fest im Rumpf montiert, der Propellerturm kann im Flug ein- und ausgeklappt werden. Der Propeller wird von Schleicher selbst gefertigt.

## Technische Daten
| Kenngrößen                | Daten 18 m | Daten 21 m |
| ------------------------- | --- | --- |
| Besatzung                 | 1 | 1 |
| Länge                     | 7,07 m | 7,07 m |
| Spannweite                | 18 m | 21 m |
| Flügelfläche              | 11,9 m² | 13,2 m² |
| Flügelstreckung           | 27,3 | 33,5 |
| Wasserballast Flügel max. | 120 l | 140 l |
| Gleitzahl                 | >50 | ca. 56 |
| Geringstes Sinken         | 0,55 m/s | 0,47 m/s |
| Nutzlast                  | 115 kg | 115 kg |
| Leermasse                 | 420 kg | 430 kg |
| max. Startmasse           | 630 kg | 700 kg |
| Flächenbelastung          | max. 53 kg/m²                                                                                                 | max. 53 kg/m²                                                                                                 |

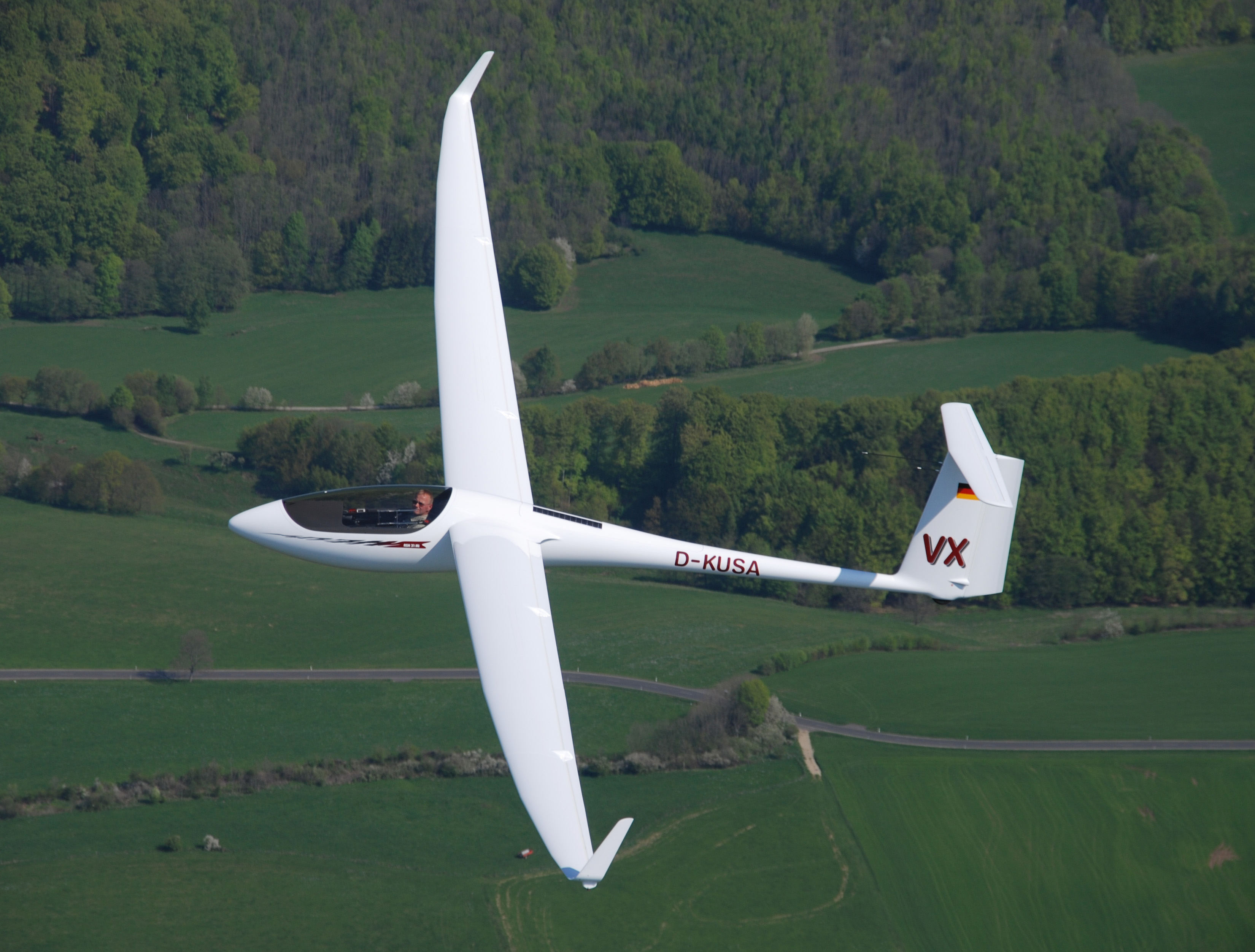
ASH 31 Mi beim Erstflug

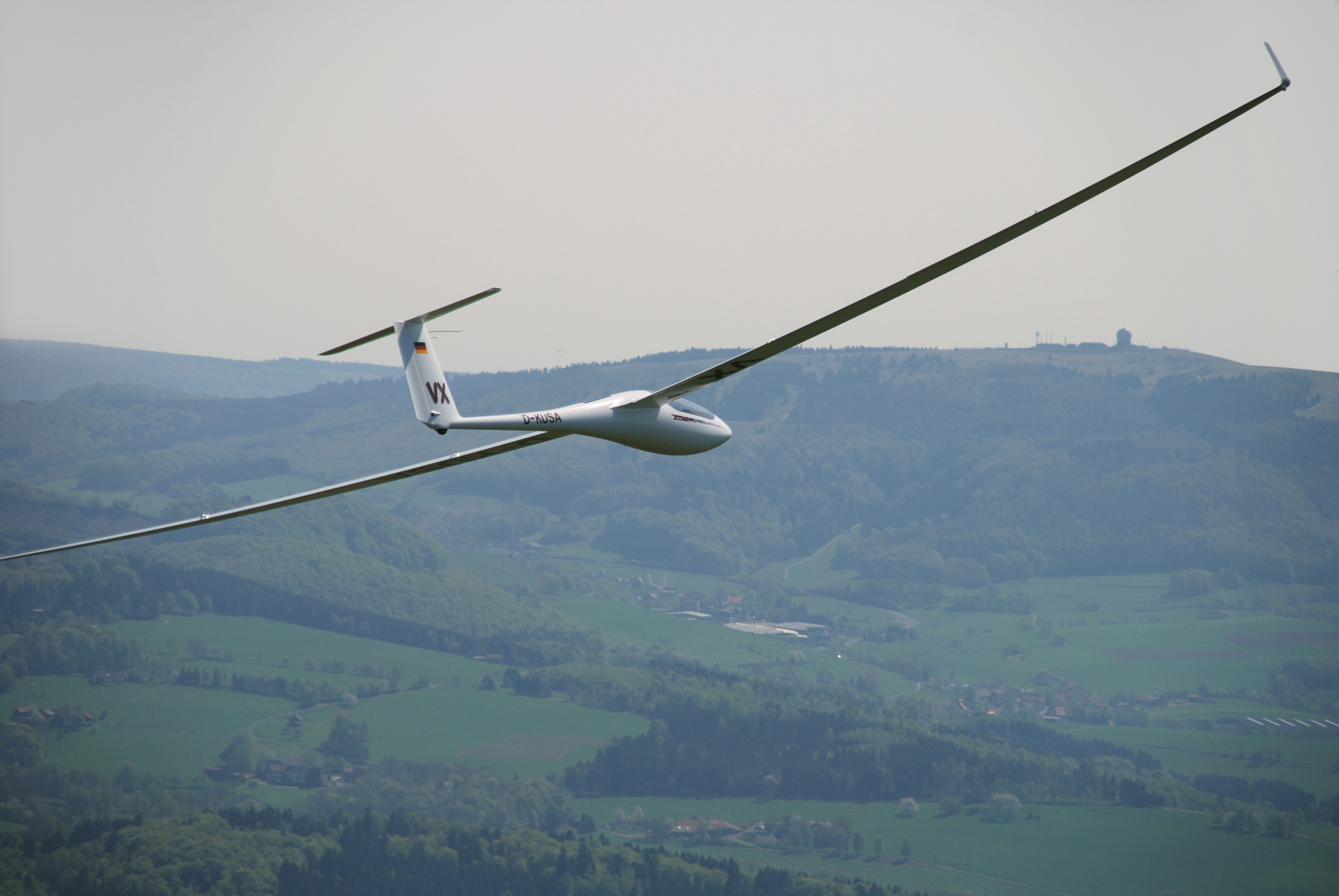
ASH 31 Mi beim Erstflug, rechts am Horizont die Wasserkuppe

| Triebwerk                 | IAE 50R-AA von Austro Engines: Wankel-Triebwerk mit elektronischer Kraftstoffeinspritzung mit 37,3 kW (50 PS) | IAE 50R-AA von Austro Engines: Wankel-Triebwerk mit elektronischer Kraftstoffeinspritzung mit 37,3 kW (50 PS) |

## Siehe auch

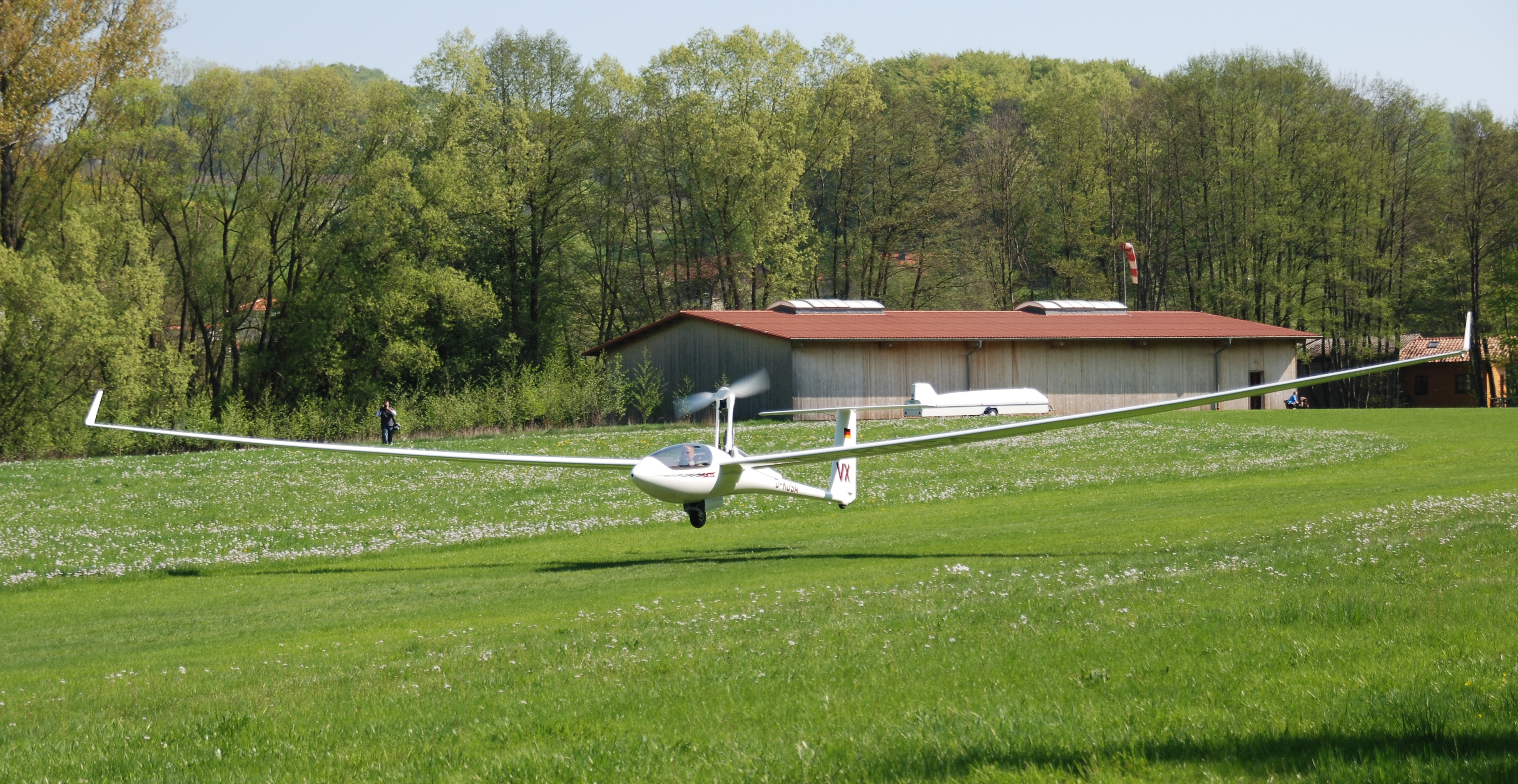
ASH 31 Mi beim Eigenstart zum Erstflug